# Dominguín (revista)
Sobre la planta de la familia de las lamiáceas, véase Salvia verbenaca.
Dominguín fue una revista infantil publicada en España entre 1915 y 1916 por José Espoy. Se la considera el primer tebeo español, siendo precedida por otras revistas que no ofrecían exclusivamente historietas como En Patufet y Monos, ambas de 1904, o Mamarrachos de 1906.

## Trayectoria editorial
José Espoy comenzó a editar Dominguín en diciembre de 1915, a un precio de 10 céntimos. Se componía de cuatro páginas de gran formato (45 x 32 cm.) e impresión muy cuidada y en color, que recordaban tanto a las Sunday pages o suplementos dominicales estadounidenses como a los pliegos de aleluyas o de imágenes de Epinal.
A partir del número 15 se optó por el blanco y negro, reduciéndose el precio a la mitad.
A pesar de esta rebaja, sólo alcanzó los 20 números, atribuyéndose su fin a su difícil manejabilidad para los niños y a su escaso número de páginas.

## Contenido
Entre sus autores, cabe destacar a Apa, Donaz, Junceda, Lisette, Joan Llaverías, Opisso, Pal y otro dibujante que firmaba con un pentagrama,  presumiblemente apellidado Solres. Demostraban, en muchas ocasiones, influencias de los grandes representante de la historieta estadounidense contemporánea, en especial Winsor McCay.
| Años | Números | Título                                        | Autoría | Tipo  |
| ---- | ------- | --------------------------------------------- | ------- | ----- |
| 1915 |         | Aventuras extraordinarias del Capitán Botalón | Junceda | Serie |
| 1916 |         | Las hazañas del Piltrafa                      | Apa     | Serie |

## Valoración
"Dominguín" aparece como una publicación adelantada a su tiempo, de tal manera que su nivel artístico y técnico no volvería a alcanzarse hasta muchos años después. Sí que siguieron editándose publicaciones de historietas: En 1916, Charlot y en 1917, Charlotín y Max Linder y sobre todo TBO, quien llevaría a cabo la popularización del medio en España.